# Eupyra psittacus
Eupyra psittacus là một loài bướm đêm thuộc phân họ Arctiinae, họ Erebidae.